# Elecciones presidenciales de Irán de 1980
Las primeras elecciones presidenciales de Irán tuvieron lugar el 25 de enero de 1980, menos de un año después de la revolución que derrocó a la monarquía de Mohamed Reza Pahlavi e instauró una república islámica bajo el liderazgo del Ayatolá Ruhollah Jomeini, quien asumió el cargo de Líder Supremo, rechazando presentarse como candidato. Hubo 124 aspirantes a presentar una candidatura, de estos fueron aprobados 96, de los cuales solo 8 tuvieron derecho real a competir, mientras que los demás eran candidatos testimoniales.
El resultado fue una rotunda victoria para el candidato independiente Abolhasán Banisadr, que obtuvo el 75.60% de los votos. Asumiría el cargo el 5 de febrero, pero solo completaría poco más de un año de su mandato constitucional (de 4 años), al ser destituido por el Líder Supremo por su mal desempeño como Comandante en Jefe en la Guerra Irán-Irak.